# Latania sinolistna

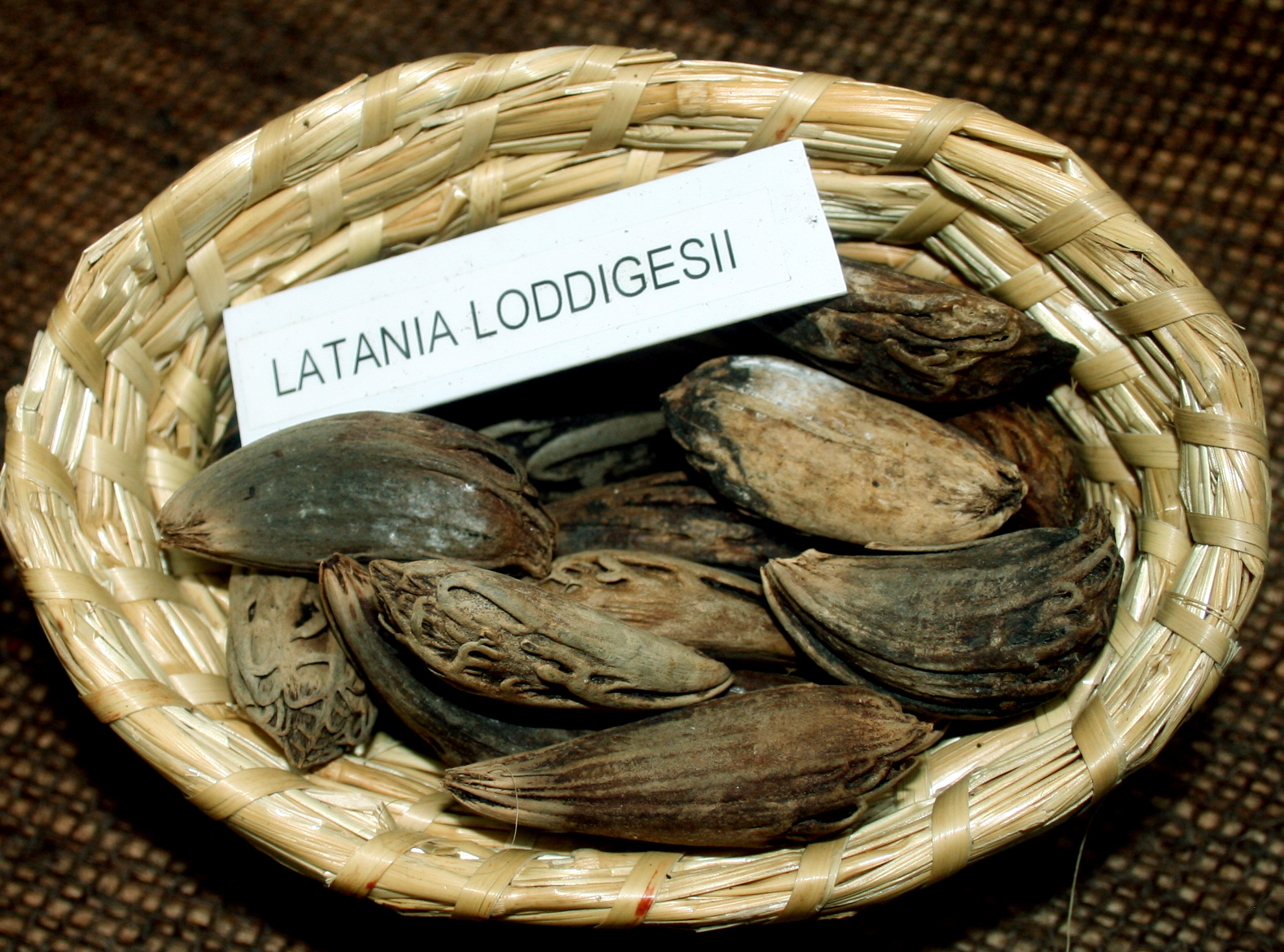
Nasiona

Latania sinolistna (Latania loddigesii Hort ex Baker) – gatunek rośliny z rodziny arekowatych (popularnie nazywanych palmami). Strefy mrozoodporności: 8–11. Endemit wysp Maskarenów, na stanowiskach naturalnych krytycznie zagrożony.

## Morfologia
KłodzinaSmukła, z nabrzmiałą podstawą, pokryta zgrubiałymi bliznami liściowymi. Osiąga wysokość do 15 m.
LiściePióropusz składa się z niebieskawo zabarwionych, wachlarzowatych liści. Ogonki liściowe oraz młode liście owłosione.
KwiatyJednopłciowe, kwiaty męskie i żeńskie na osobnych drzewach. Kwiatostany męskie ułożone poziomo u podstawy pióropusza, w postaci złożonych kłosów. Osiągają długość niemal 2 m. Żeńskie są znacznie krótsze, wyrastają pomiędzy ogonkami liściowymi.
OwocŻółtooliwkowy pestkowiec, mezokarp mięsisty, endokarp mocno rzeźbiony, otaczający stwardniałe bielmo.

## Zastosowanie
Roślina ozdobna, sadzona w parkach i ogrodach.